# Сладки равиоли
В много италиански региони терминът равиоли (ravioli), в допълнение към класическата пълнена паста, използвана като първо ястие, означава и сладки (dolci) продукти, опаковани по същия начин на базата на паста. Пълнежите са често от рикота, мармалад или плодово пюре. Пърженето е най-използваната техника за окончателното им приготвяне, но не липсва варенето или директното им печене на фурна.

## Рецепти
В провинция Терамо на регион Абруцо наред с класическата солена версия има и вариант на сладки равиоли, пълнени с рикота, овкусени със захар и канела или майорана; те могат да бъдат подправени с доматен сос или с масло и градински чай, понякога обогатен с захар. Рикотата за плънката може да е крава или овча.
Най-известните сладки равиоли в регион Сардиния са Seadas – големи кръгове тесто от твърда пшеница, пържени в зехтин, с пълнеж от току-що ферментирало сирене пекорино и смесени на огъня с лимонова или портокалова кора; в Оциери е прието да се добавят стафиди и магданоз. Завършва се с глазура от мед, за предпочитане горчив от кумарка. Също така на острова намираме други по-малко известни вариации:
- Culingiones dolci или Culingionis de mendula, традиционни за карнавала: квадратни равиоли, пълнени със смес от мед, бадеми, нарязана лимонова кора и вода от портокалов цвят; запържват се и се поръсват с ванилена пудра захар.
- S'azza de casu или còccias de casu, или е còccias de casu: сладки равиоли, пълнени с прясно, леко киселеещо козе сирене, яйца, захар и лимон. Имат правоъгълна или ромбовидна форма с отвор отстрани, който обаче не позволява да излезе плънката, която при пържене набъбва и полепва по рядкото тесто от вода, брашно и свинска мас.
- Culingioneddus de melairanni: правоъгълни равиоли с тесто от вода, брашно и свинска мас, пълнени с дюля, сварена със захар до консистенцията на крем.
- В Галура сладките равиоли се сервират като първо ястие; приготвят се с плънка от рикота и захар, поднесени с много лек сос на доматена основа,[1] а в някои райони освен захар се използват и стафиди.

В регион Ломбардия по повод традиционния празник на 9 февруари на Света мъченица Аполония – покровителка на зъболекарите, във Вигано – малко селце в Брианца се приготвят традиционни сладки равиоли, пълнени с амарети, какао, кедър, бисквити и мляко; запържват се и се поръсват с ванилена пудра захар.
В град Болоня съществителното е в женски род: Raviole Bolognesi. Това са сладкиши, направени от тесто, подобно на паста фрола и пълнени с Болонска мостарда – традиционен конфитюр, приготвен от различни видове плодове.
В район Чиколано на Лацио равиолите с кестенов крем се използват за пълнене на кора от брашно, зехтин и вино с пюре от печени кестени, които са обелени, сварени, пасирани и сотирани в тенджера със захар, ликьор и черен шоколад. За картофените равиоли от друга страна се използват брашнени кори, яйца, зехтин, мляко, сол и мая, пълнени с варено картофено пюре, сирене пекорино, яйца и стафиди, накиснати във вино. Първите се запържват и поръсват със захар, а вторите, намазани с разбито яйце, се пекат на фурна. Този продукт с някои вариации е също широко разпространен в планинските райони на Чиленто.
В регион Базиликата са широко разпространени следните видове:
- Калцончели (Calzoncelli): кесийки от кора от брашно от твърда пшеница, яйца, зехтин или свинска мас, бяло вино (особено мускат), пълнени със сладко или мостарда. Пържени и глазирани с варено гроздово вино или смокини, в някои варианти те се поръсват с пудра захар и смляна канела за сервиране, обикновено по коледните празници. Основата на пълнежа може да бъде пюре от кестен или нахут, или смес, овкусено със захар, канела, горчиво какао, черен шоколад, ликьор от анасон и ванилия. В Мелфи традиционният пълнеж се приготвя от препечени бадеми, захар, канела и черен шоколад, и се пече на фурна.
- Кинуиле (Chinuille): също традиционни за коледния период, те са квадрати от тесто от брашно, жълтъци, сол и много малко вода, пълнени с овча рикота, канела, още жълтъци и захар. След като се изпържат, се поръсват с разтопен кестенов мед.
- Равиоли (Ravioli): квадратни или кръгли кесийки, пълнени с рикота, сол, захар, магданоз и канела, от тесто от брашно, вода и яйца.

В Сицилия традиционен десерт е Касатела (Cassatella): вид пържени сладки равиоли, пълнени с подсладена овча рикота, с капки черен шоколад. В Калтанисета има уникален вариант на този десерт, наречен Равиола с рикота от Калтанисета (Raviola di ricotta nissena).

## Традиционни хранително-вкусови продукти
По предложение на отделните региони Италианското министерство на хранително-вкусовите и горски политики признава сладките равиоли сред Традиционните италиански хранително-вкусови продукти в следните региони:
Абруцо
- Сладки равиоли с рикота

Лацио
- Равиоли с кестенов крем [2], популярни и в планинските райони на Чиленто.

Сардиния
- Cruxioneddu de mindua, culungioneddos de mendula: равиоли с пълнеж от сладки бадеми
- Сладки равиоли, пълнени с прясно кисело сирене, s'azza de casu, coccias de casu
- Сладки равиоли, пълнени с дюля, culungioneddus de melairanni
- Sebadas, seadas, sebada

Сицилия
- Cassateddi (Касатели): сладки равиоли, пълнени с овча рикота
- Cassatella di Agira (Касатела от Аджира): пълнена със смес от какао и бадеми.